# Mentha gattefossei
Mentha gattefossei (фр. Menthe de Perse) — вид губоцвітих рослин родини глухокропивових.

## Поширення, екологія
Ендемік Марокко. Знаходиться на одній ділянці в марокканській Сахарі (річка Зіз) і на п'яти ділянках в Атлаських горах. Зустрічається на сирих луках, по краях басейнів і річок крейдових і кременистих гір між 1600 і 2100 м над рівнем моря.

## Морфологія
Це багаторічний вид, який цвіте навесні і влітку у субвологому і вологому середземноморському біокліматі. Листки протилежно розташовані й сидячі.  Має трохи розгалужене стебло від 20 до 30 см у висоту. Прості листові пластини яскраво-зелені й голі.

## Використання
Ця рослина використовується в лікувальних цілях, продовольства і ефірних олій.

## Загрози та охорона
Навколишнє середовище часто пошкоджує надмірний випас. Рослина експлуатується в лікувальних цілях, наприклад, з видобутку ефірних олій, на національному та міжнародному рівні. Місце зростання в Haut Atlas знаходиться в межах Національного парку Тоубкал, але це не заважає збирати врожай Mentha gattefossei. Для інших поселень немає захисту на місці.

## Галерея

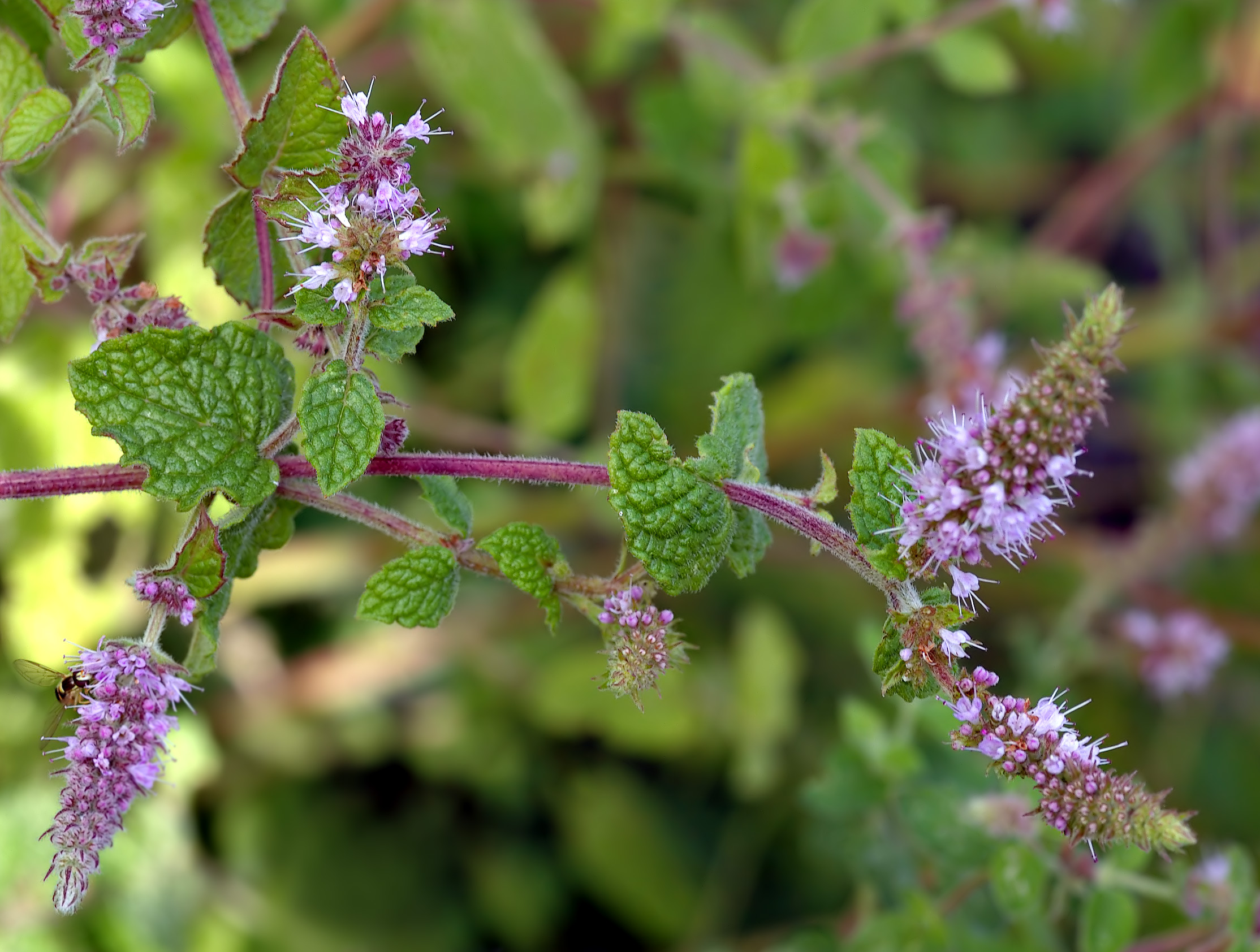
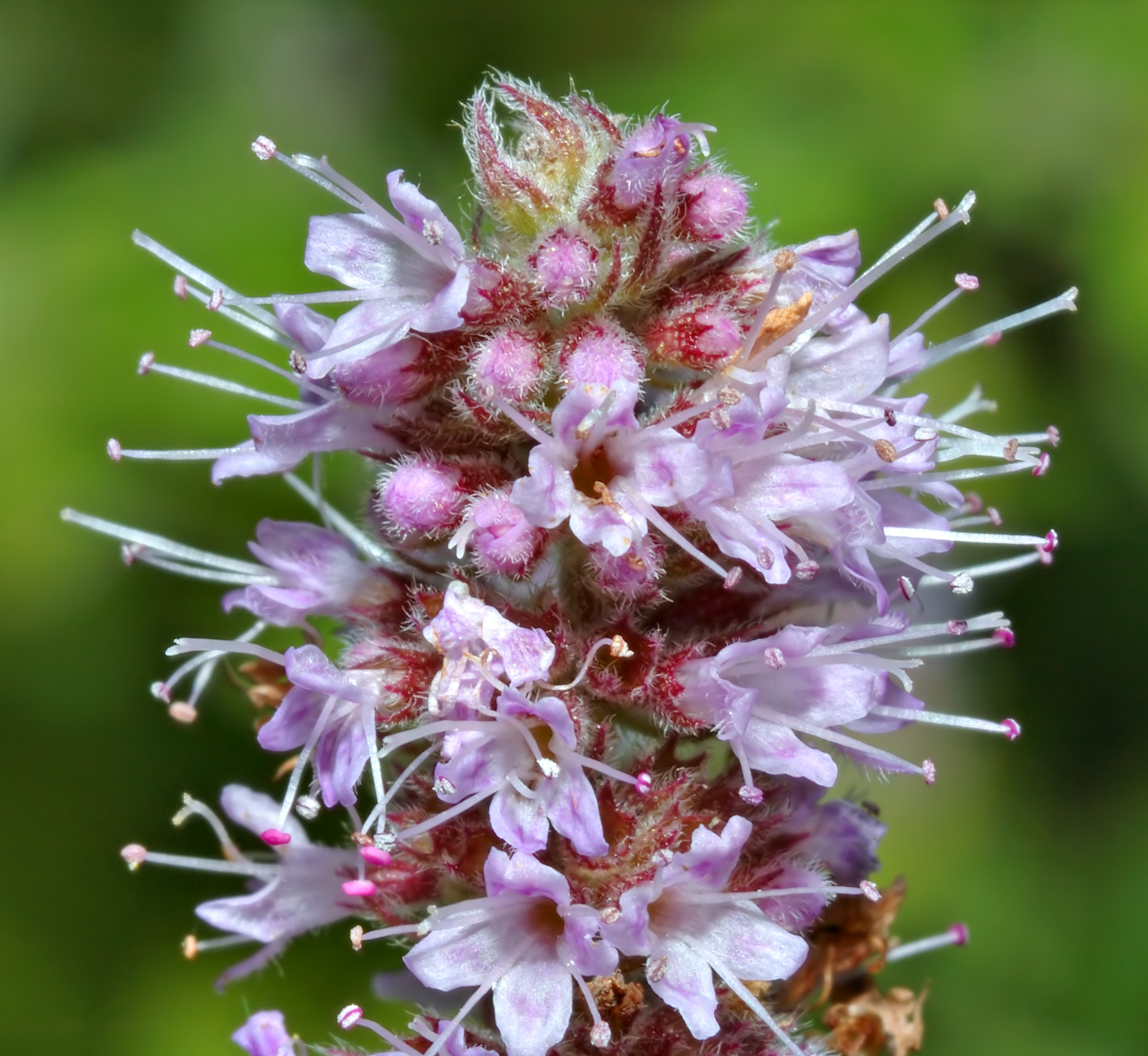